# 말라얀민꼬리잎코박쥐
말라얀민꼬리잎코박쥐(Coelops robinsoni)는 잎코박쥐과에 속하는 박쥐의 일종이다. 아주 작은 박쥐로 길고 부드러운 털을 갖고 있다. 털은 등쪽으로 갈색부터 거무스름한 색을 띠며 배쪽은 잿빛을 보인다. 다른 잎코박쥐류와 달리 크기가 작고 꼬리가 없다. 국제 자연 보전 연맹(IUCN)이 멸종취약종으로 분류하고 있다.